# Museu Arqueològic de Rodes
El Museu Arqueològic de Rodes, situat a l'illa de Rodes, de l'arxipèlag del Dodecanés, és un museu de Grècia.

## Història
El museu es troba a l'edifici d'època medieval de l'Orde de Cavallers Hospitalaris (de Sant Joan de Jerusalem) que es va construir en el segle xv.
El 1914, durant l'ocupació italiana de l'illa, s'organitzà la primera exposició del museu. L'edifici va sofrir bombardeigs durant la Segona Guerra Mundial i va haver de ser rehabilitat després.

## Col·leccions
Aquest museu alberga una col·lecció d'objectes procedents de les excavacions de l'illa que exposar tota la seua història, així com d'algunes altres illes del Dodecanés, com araCàrpatos i Níssiros.
Respecte a les obres escultòriques, destaquen dos curos i un perirranteri de Camiros de l'època arcaica. Del període clàssic, les obres més destacades són una estela del segle V abans de la nostra era —de Critó i la seua mare, Timarista— procedent també de Camiros, i una altra, denominada Estela de Caliarista, del segle iv ae. Del període hel·lenístic sobreïxen dues estàtues d'Afrodita —una, de dimensions petites, és una reelaboració feta en el segle I ae, d'un tipus originari de Doidalses de Bitínia, que representa la dea ajupida, banyant-se— i un cap d'Hèlios. De l'època romana destaca un retrat de Menandre.
Una altra part del museu preserva les troballes procedents de les necròpolis de les antigues Camiros i Ialisos, i que consisteixen en recipients de ceràmica, figuretes i altres objectes petits de períodes compresos entre els segles IX i IV ae. Una de les gerres més singulars, de la fi del segle VI ae, conté la representació d'una escena eròtica durant la celebració d'un banquet.
Entre els objectes més singulars hi ha tres lupes de cristall de roca que han estat datades dels segles VII-VI ae, trobades a Ialisos, que podrien haver-se usat per a treballs d'orfebreria o gravat de segells.
Una altra secció del museu replega alguns objectes de la civilització micènica i un tresor de monedes de Rodes del període hel·lenístic. S'hi exhibeixen també objectes de l'orde medieval de Cavallers Hospitalaris.

Al pati, n'hi ha un lleó amb cap de toro als seus peus, del període hel·lenístic, així com terres de mosaic procedents d'Arkasa, a l'illa de Càrpatos.

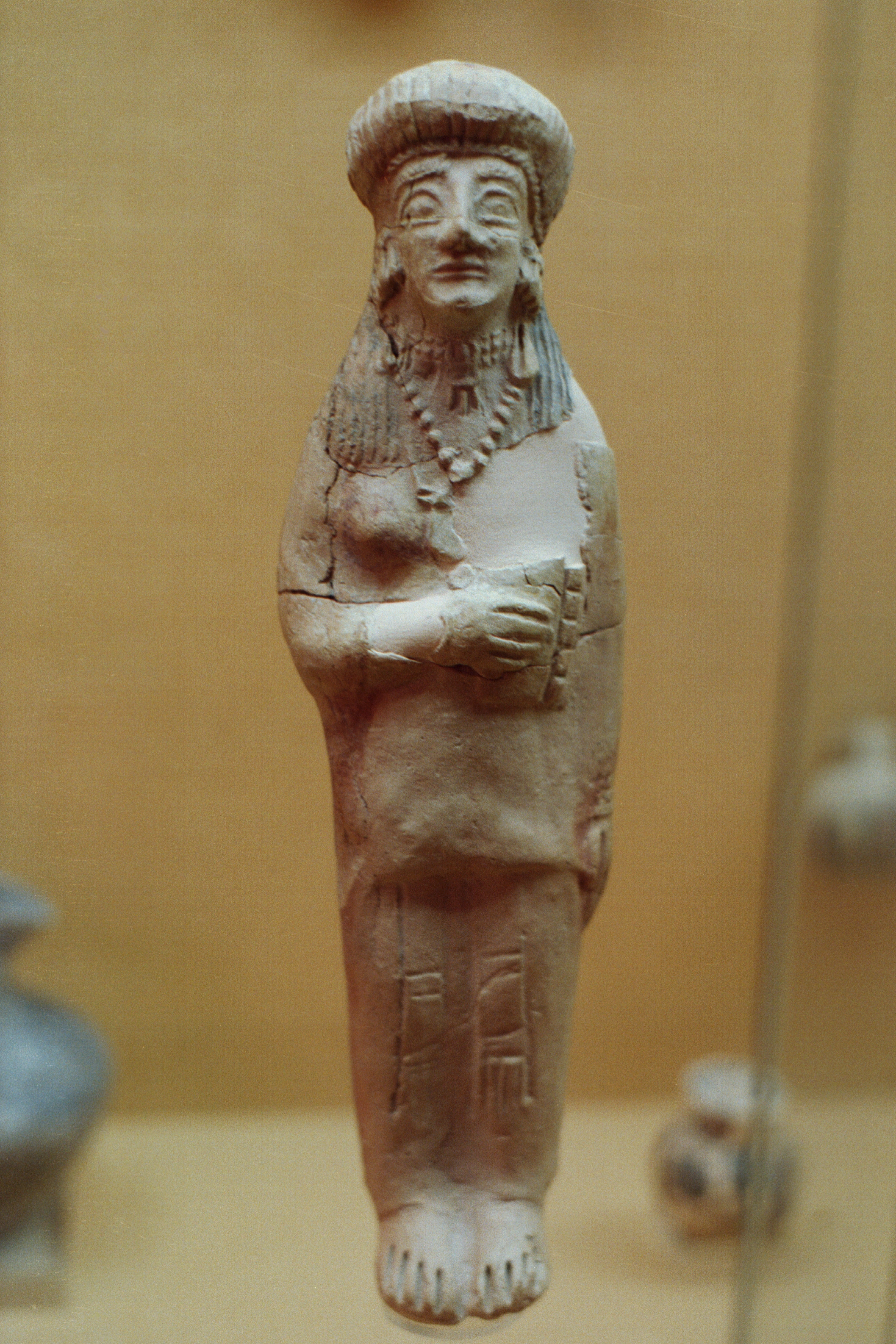
Figureta femenina de terracota de l'època arcaica d'un tipus potser procedent de Xipre o d'Àsia Menor
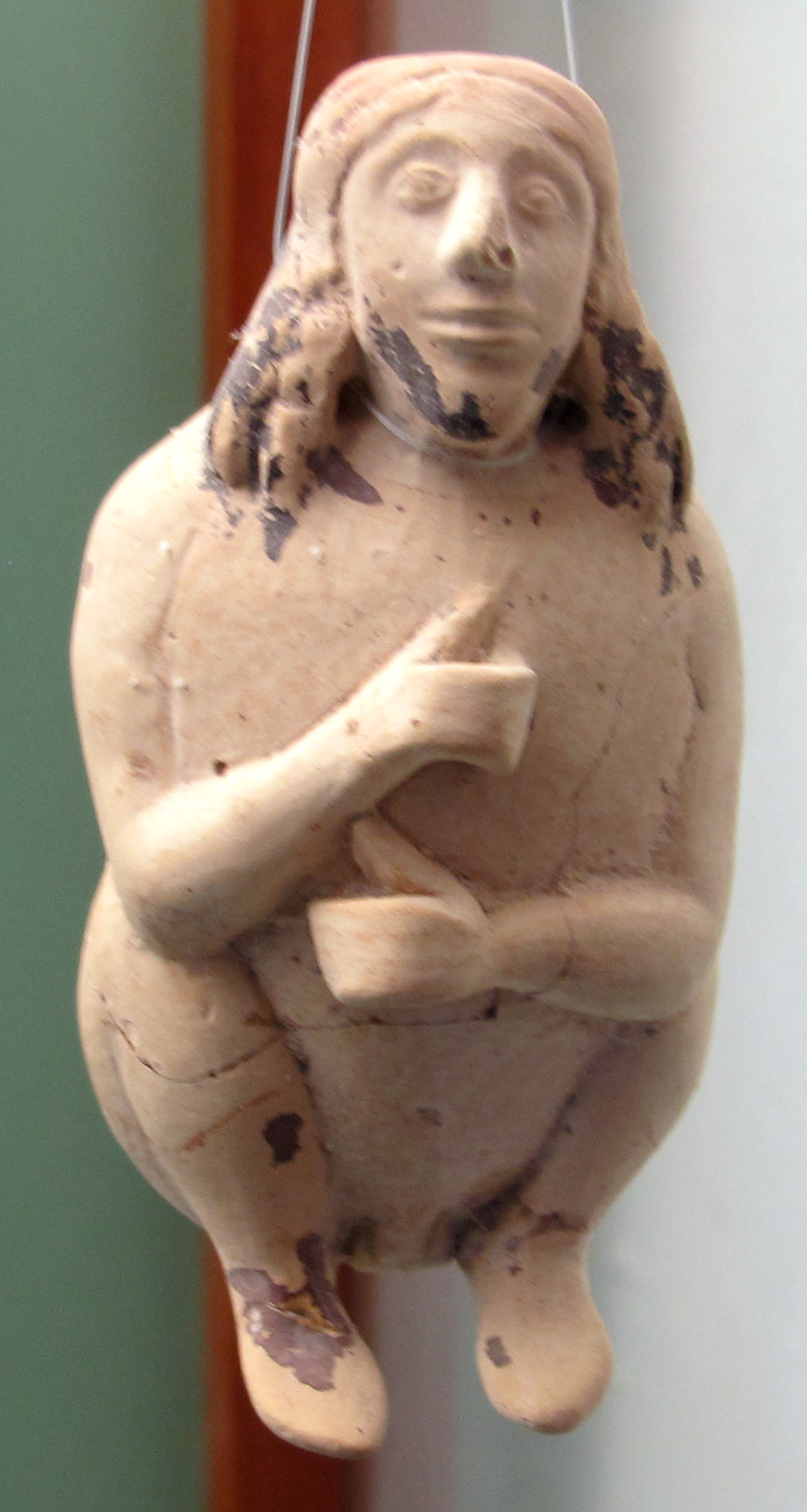
Vas en forma de Silé, 600-575 ae
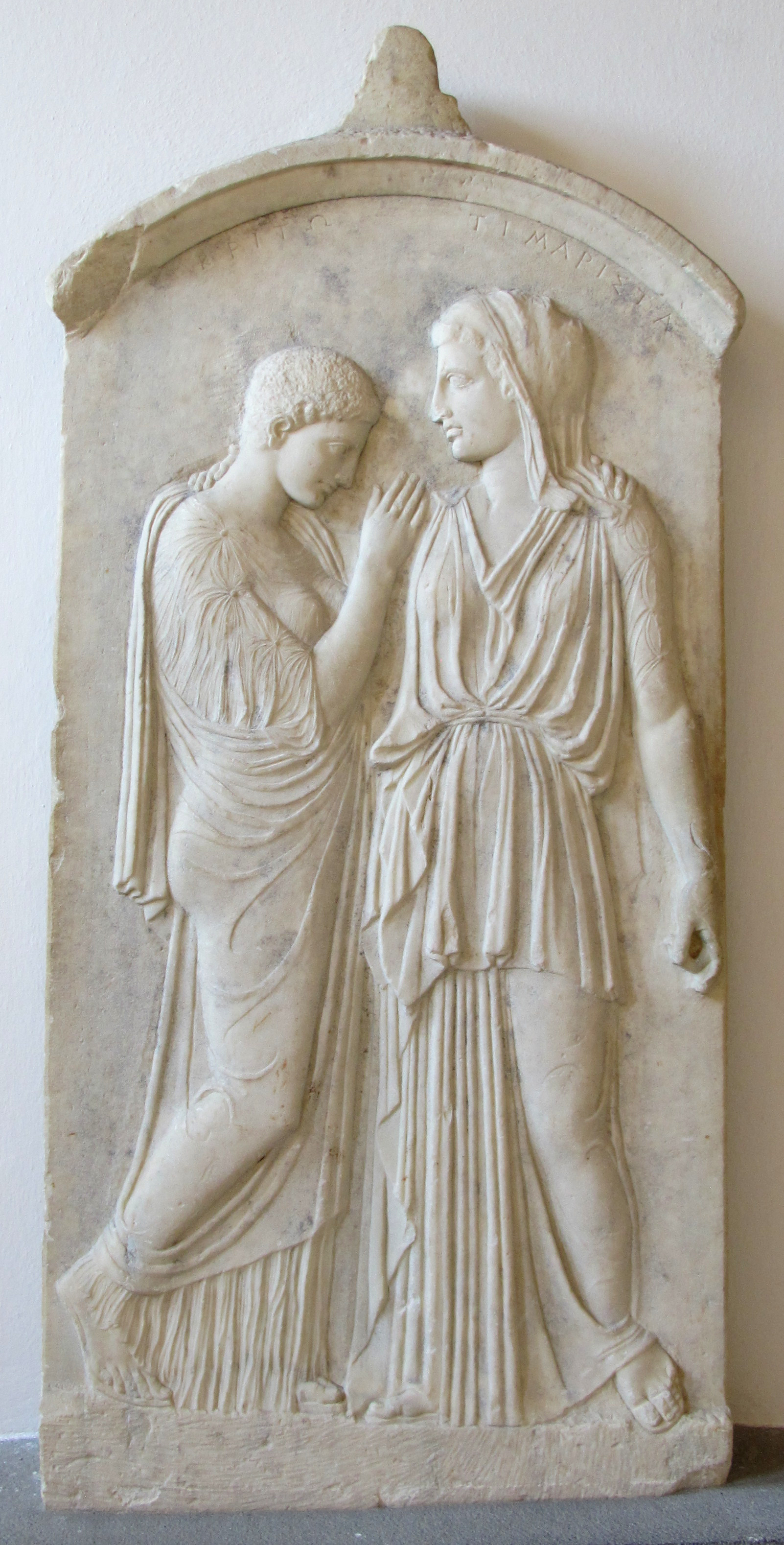
Estela funerària de Critó i Timarista
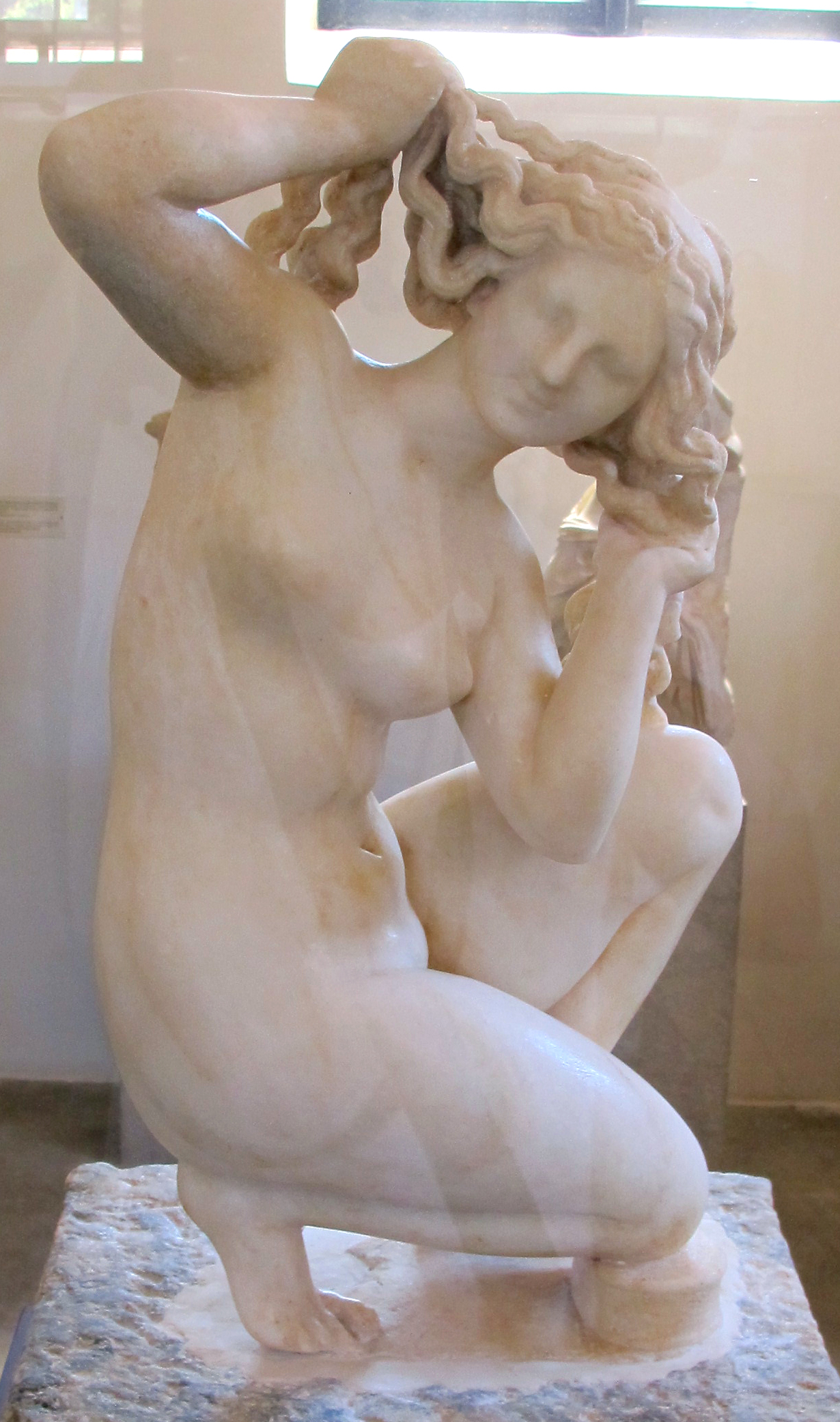
Estàtua d'Afrodita banyant-se
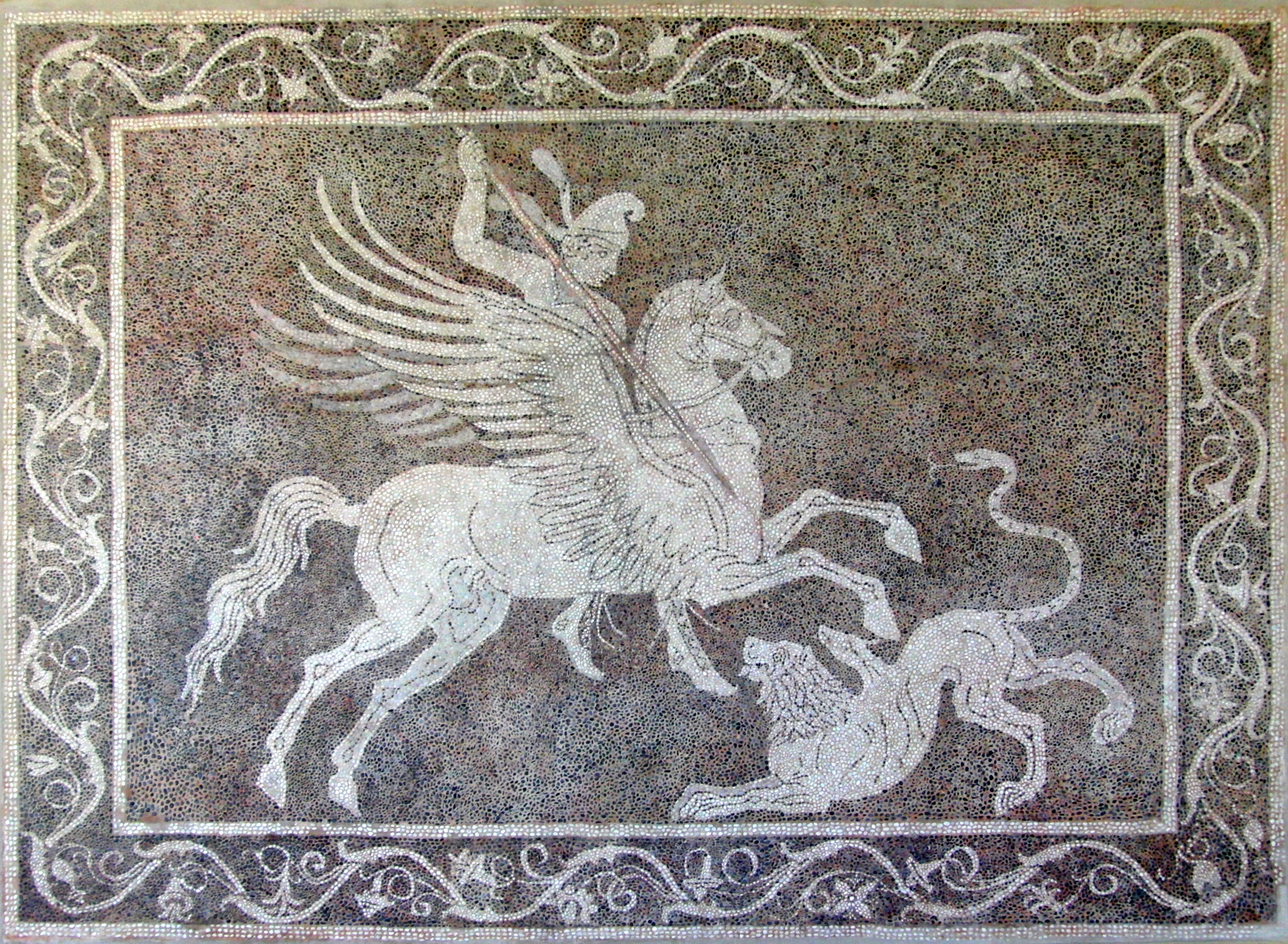
Mosaic que mostra la lluita entre Bel·lerofont i la Quimera